# Powiat Myszkowski
Der Powiat Myszkowski ist ein Powiat (Kreis) in der Woiwodschaft Schlesien in Polen. Er hat eine Fläche von 479 km², auf der rund 71.000 Einwohner leben.

## Gemeinden
Der Powiat umfasst eine Stadtgemeinde (gmina miejska), zwei Stadt-und-Land-Gemeinden (gmina miejsko-wiejska) und zwei Landgemeinden (gmina wiejska):

### Stadtgemeinde
- Myszków

### Stadt-und-Land-Gemeinden
- Koziegłowy
- Żarki

### Landgemeinden
- Niegowa
- Poraj

## Politik
Die Kreisverwaltung wird von einem Starosten geleitet. Seit 2018 ist dies Piotr Kołodziejczyk von der Prawo i Sprawiedliwość.

### Kreistag
Der Kreistag besteht aus 19 Mitgliedern, die von der Bevölkerung gewählt werden. Die turnusmäßige Wahl 2024 brachte folgendes Ergebnis:
- Prawo i Sprawiedliwość (PiS) 31,2 % der Stimmen, 7 Sitze
- Koalicja Obywatelska (KO) 17,9 % der Stimmen, 5 Sitze
- Wählervereinigung „Parteilose Lokalverwaltung“ 13,1 % der Stimmen, 2 Sitze
- Wahlkomitee „Lokaler Verwaltungspakt“ 12,2 % der Stimmen, 3 Sitze
- Wahlkomitee „Gemeinsam für den Landkreis“ 9,1 % der Stimmen, 1 Sitz
- Wählervereinigung „Effektive Lokalverwaltung“ 9,1 % der Stimmen, 2 Sitze
- Trzecia Droga (TD) 7,4 % der Stimmen, kein Sitz

Die turnusmäßige Wahl 2018 brachte folgendes Ergebnis:
- Prawo i Sprawiedliwość (PiS) 28,5 % der Stimmen, 7 Sitze
- Koalicja Obywatelska (KO) 17,4 % der Stimmen, 4 Sitze
- Wahlkomitee „Zukunft in Myszkowski“ 15,6 % der Stimmen, 3 Sitze
- Wahlkomitee „Gemeinsam für den Landkreis“ 14,4 % der Stimmen, 2 Sitze
- Wahlkomitee „Kommunalinitiative der Linken“ 13,3 % der Stimmen, 2 Sitze
- Polskie Stronnictwo Ludowe (PSL) 10,8 % der Stimmen, 1 Sitz